# House of Sand and Fog
Pour plus de détails, voir Fiche technique et Distribution.
House of Sand and Fog ou Maison de sable et de brume au Québec est un film américain réalisé par Vadim Perelman, sorti en 2003. Il est adapté du roman House of Sand and Fog (en) de Andre Dubus III (en).

## Synopsis
Kathy Nicolo vit dans une maison en bord de mer, qui lui a été léguée par son père. La solitude la ronge : son compagnon l'a quittée et sa famille la délaisse complètement.
Un matin, deux huissiers et un policier débarquent chez Kathy avec un avis d'expulsion. Victime d'une grave erreur administrative, Kathy n'a même pas le temps de réclamer réparation que sa maison est mise aux enchères.
Massoud Amir Behrani est un ancien colonel de l'armée du shah d'Iran, qui a tout perdu en fuyant le pays. Il essaie tant bien que mal de rendre sa vie et celle de sa famille meilleures. Un jour, il découvre dans le journal qu'une maison est vendue aux enchères. Cette modeste acquisition est l'occasion pour lui d'en finir avec les emplois ingrats et d'entrevoir une vie meilleure. Il retape alors la propriété et projette de la revendre à un bon prix.
Kathy compte bien récupérer son bien, avec l'aide du shérif adjoint, Lester Burdon. Cette maison est tout ce qui lui reste. Mais Massoud ne l'entend pas de la même oreille.
Une situation dont personne ne sortira indemne.

## Fiche technique
Sauf indication contraire, les informations mentionnées dans cette section peuvent être confirmées par les bases de données cinématographiques IMDb et Allociné,  présentes dans la section « Liens externes ».
- Titre original et français : House of Sand and Fog
- Titre québécois : Maison de sable et de brume[1]
- Réalisation : Vadim Perelman
- Scénario : Vadim Perelman et Shawn Lawrence Otto (en), d'après le roman de Andre Dubus III
- Musique : James Horner
- Direction artistique : Drew Boughton
- Décors : Maia Javan
- Costumes : Hala Bahmet
- Photographie : Roger Deakins
- Son : William B. Kaplan, Tateum Kohut, Skip Lievsay, Kevin O'Connell, Jerry Ross, Greg P. Russell
- Montage : Lisa Zeno Churgin
- Production : Michael London et Vadim Perelman
  - Production déléguée : Nina R. Sadowsky et Stewart Till
  - Production associée : Chris Soldo
  - Coproduction : Shawn Lawrence Otto et Jeremiah Samuels
- Sociétés de production : Bisgrove Entertainment et Miramax, en association avec Cobalt Media Group, présenté par Dreamworks Pictures
- Société de distribution : DreamWorks Distribution (États-Unis)
- Budget : 16,5 millions USD[2],[3]
- Pays de production :  États-Unis
- Langues originales : anglais, persan
- Formats : couleur (DeLuxe / Technicolor) — 35 mm — 1,85:1 — son DTS / Dolby Digital / SDDS
- Genre : Drame, policier
- Durée : 126 minutes
- Dates de sortie[4] :
  - États-Unis : 19 décembre 2003 (sortie limitée) ; 9 janvier 2004 (sortie nationale)
  - Québec : 26 décembre 2003[1]
  - Belgique : 21 avril 2004[5]
  - France : 22 octobre 2005 (première diffusion à la télévision)
- Classification[6] :
  - États-Unis : les enfants de moins de 17 ans doivent être accompagnés d'un adulte (R – Restricted)[N 1]
  - France : interdit aux moins de 12 ans[7]
  - Belgique : tous publics (Alle Leeftijden)[5]
  - Québec : 13 ans et plus (13+ / 13 years and over)[1]

## Distribution
- Jennifer Connelly (VF : Véronique Desmadryl) : Kathy
- Ben Kingsley (VF : Jean Lescot) : Behrani
- Ron Eldard (VF : Boris Rehlinger) : Lester
- Frances Fisher (VF : Joëlle Brover) : Connie Walsh
- Kim Dickens : Carol Burdon
- Shohreh Aghdashloo : Nadi
- Jonathan Ahdout : Esmail
- Navi Rawat : Soraya
- Carlos Gómez (VF : Marc Alfos) : Lt. Alvarez
- Kia Jam : Ali
- Jaleh Modjallal : Yasmin
- Samira Damavandi : Little Soraya
- Matthew Simonian : Little Esmail
- Namrata Singh Gujral : Wedding Guest (as Namrata S. Gurjal-Cooper)
- Al Faris : Wedding Guest

## Distinctions

### Nominations

#### 2004
- Golden Globes : Meilleur acteur dans un film dramatique pour Ben Kingsley
- Oscars :
  - Meilleur acteur pour Ben Kingsley
  - Meilleure actrice dans un second rôle pour Shohreh Aghdashloo
  - Meilleure musique de film pour James Horner

## Éditions en vidéo
En France, le film House of Sand and Fog est sorti en VOD le 1er juillet 2024, puis en DVD le 7 août 2024.